# Eric Shanteau
Eric Lee Shanteau, född 1 oktober 1983 i Snellville, Georgia, är en amerikansk olympisk simmare. Han är specialiserad på bröstsim och har även nått framgångar i medley. Vid OS i London 2012 var han med i det lag som vann guld på 4×100 meter medley och 2009 var han med i det lag som på samma distans satte världsrekord. Rekordet stod sig till OS i Tokyo 2020 år 2021 då det förbättrades av Ryan Murphy, Michael Andrew, Caeleb Dressel och Zach Apple.